# IC 2147
IC 2147 је ознака објекта на координатама са ректансцензијом 5h 47m 48,1s и деклинацијом - 30° 29" 52'. Открио га је Луис Свифт, 3. новембра 1897. Каснијим посматрањима на том положају није уочен никакав астрономски објекат.